# Rosenseeschwalbe
Die Rosenseeschwalbe (Sterna dougallii) ist eine Vogelart aus der Unterfamilie der Seeschwalben (Sterninae). Sie ist in Mitteleuropa ein seltener Brut- bzw. Sommervogel.

## Erscheinungsbild
Die Rosenseeschwalbe ist der Flussseeschwalbe und der Küstenseeschwalbe sowohl in Größe als auch in Form sehr ähnlich. Im Vergleich zu den beiden anderen hat sie jedoch etwas kürzere Flügel, schnellere und flachere Flügelschläge und damit eine schnellere und direktere Flugweise. Durch die im Prachtkleid heller graue Oberseite und weißliche Unterseite leuchtet sie förmlich aus gemischten Seeschwalbenschwärmen heraus. Im Prachtkleid zeigen Rosenseeschwalben häufig einen rötlichen Schimmer auf der Körperunterseite. Der Schnabel ist schwarz mit lediglich zur Brutzeit intensiv roter Basis. Die äußersten Schwanzfedern sind auffallend lang und ragen im Sitzen weit über die Flügelspitzen hinaus.
Die Rosenseeschwalbe ist an ihrem typischen Ruf erkennbar. Sie ruft schnell und zweisilbig „TCHIWwink“ und gerade, tief und rau „krrähk“.

## Verbreitungsgebiet und Unterarten
Die Rosenseeschwalbe hat eine weite, aber eher fragmentierte globale Verbreitung. Die globale Population wird auf etwa 200.000–220.000, die europäische auf 4500–5800 erwachsene Individuen geschätzt. Die globale Populationsentwicklung ist unbekannt. Es werden vier Unterarten unterschieden. In Europa, der Ostküste Nordamerikas und der Karibik kommt die Nominatform S. d. dougallii vor. In Europa kam es zwischen 1968 und 1987 zu einem Einbruch von 3812 auf 561 Brutpaare. Inzwischen haben sich durch Schutzmaßnahmen die Bestände wieder etwas erholt. Brutkolonien gibt es in Irland, Großbritannien, Nordwestfrankreich und auf den Azoren. Die größte europäische Kolonie mit derzeit über 1600 Brutpaaren befindet sich auf den beiden winzigen Rockabill-Inseln in Irland.
Zwei weitere Unterarten S. d. korustes (Hume, 1874) und S. d. bangsi Mathews, 1912 sind Brutvögel im östlichen Afrika bis nach Japan. Diese Unterarten, die sich durch ein stärkeres Rot am Schnabel auszeichnen, sind Standvögel. Die Unterart S. d. gracilis Gould, 1845, mit einem im Vergleich zu den anderen Unterarten längeren Schnabel sowie kürzeren Flügeln, brütet in Australien und Neukaledonien.

## Fortpflanzung

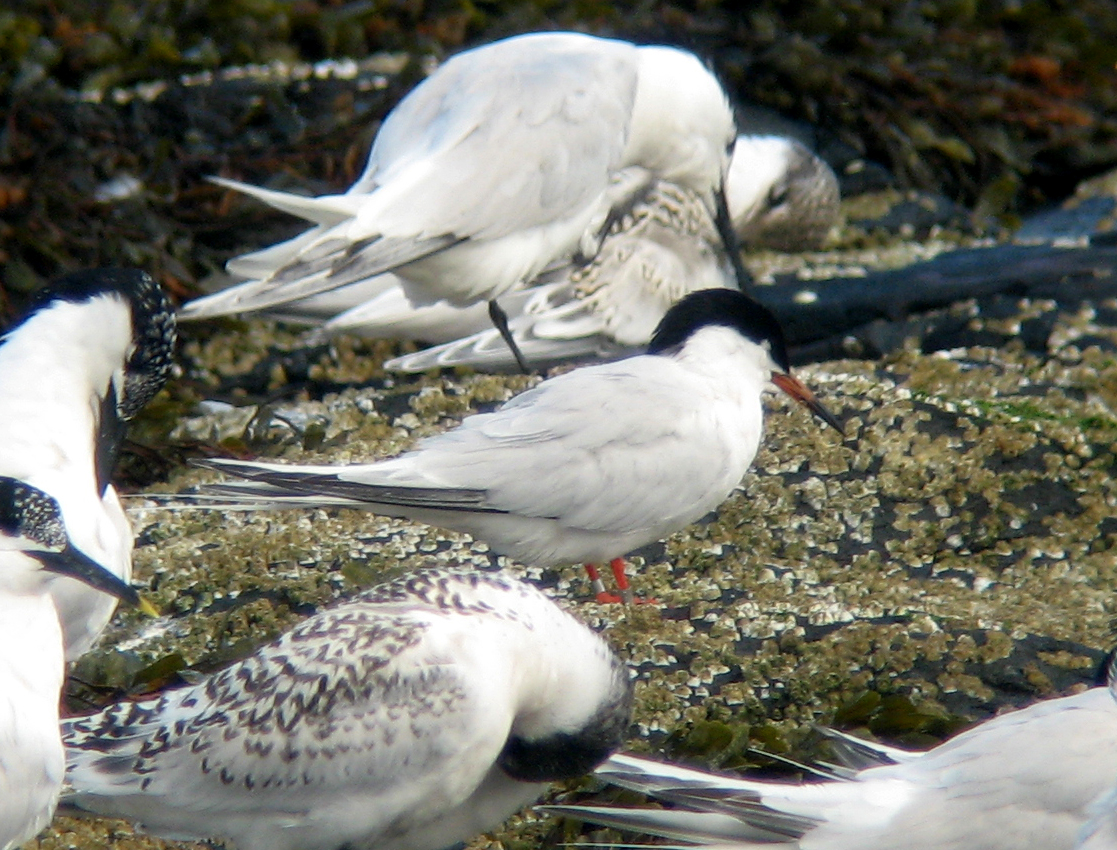
Rosenseeschwalbe zwischen Brandseeschwalben

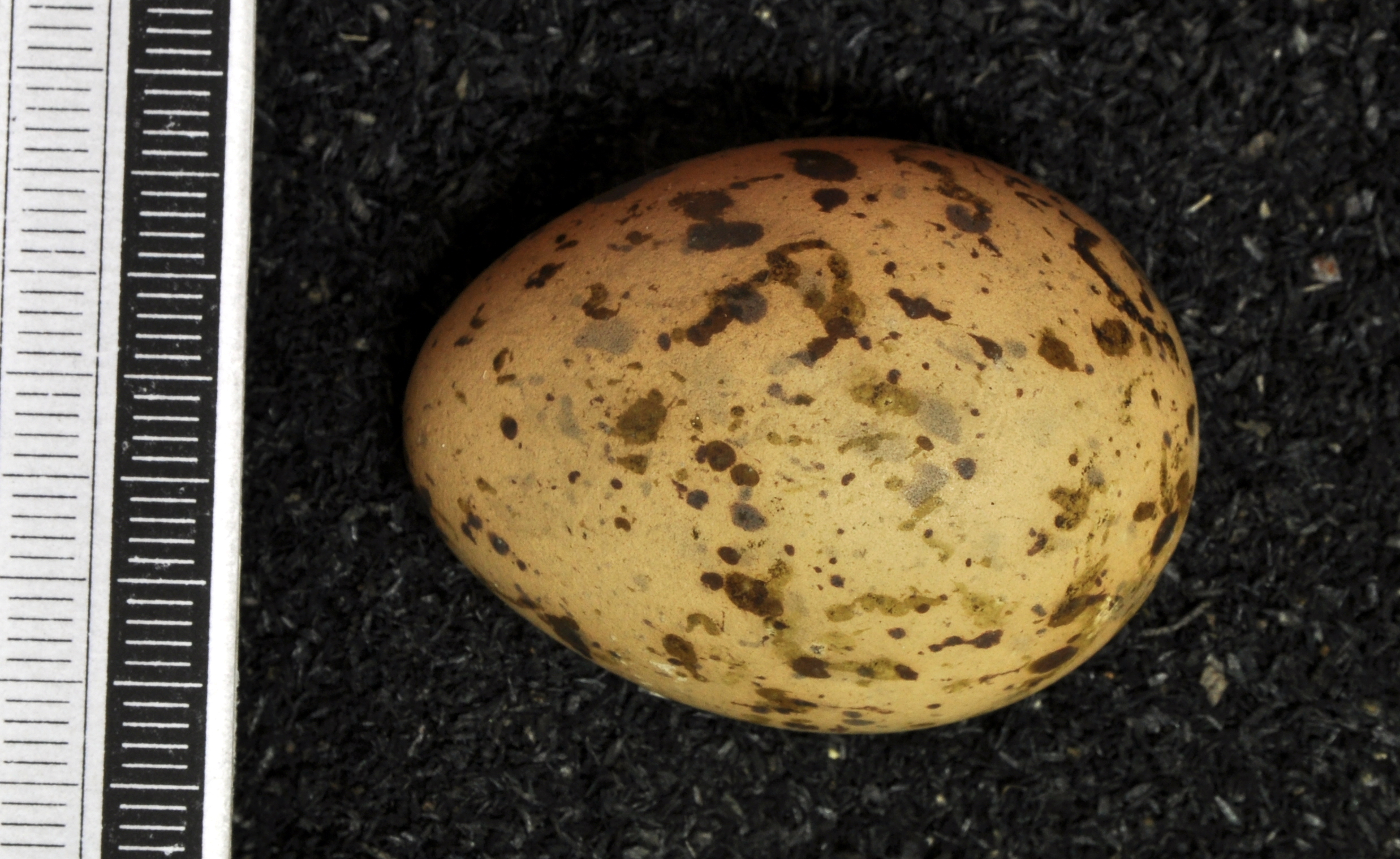
Ei, Sammlung Museum Wiesbaden

Die Rosenseeschwalbe brütet in Europa in der Zeit von Juni bis Juli. Zum Balzritual der Vögel gehört ein Überreichen von Fischen durch das Männchen an das Weibchen.
Ein Nest wird in der Regel nicht gebaut. Die zwei rahmfarbenen und rotbraun gefleckten Eier werden lediglich auf Sand abgelegt, wobei Brutplätze präferiert werden, die unter Grasbüscheln versteckt liegen. Die Brutdauer beträgt 21 Tage. An der Brut sind beide Elternvögel beteiligt. Das Nest und die Jungvögel werden von der Rosenseeschwalbe deutlich weniger intensiv verteidigt als dies bei der Flussseeschwalbe und der Küstenseeschwalbe der Fall ist. Häufig brütet die Rosenseeschwalbe in Kolonien mit diesen Arten zusammen.

## Nahrung und Nahrungserwerb
Rosenseeschwalben leben überwiegend von kleinen Fischen. Diese erbeuten sie durch Stoßtauchgänge. Es werden fast ausschließlich Meeresfische gefressen. Nur sehr selten ist die Rosenseeschwalbe auch an Binnengewässern zu beobachten. Dort findet sie sich jedoch nicht zum Nahrungserwerb, sondern nur zum Baden ein.
Ungewöhnlich für Seeschwalben zeigen Rosenseeschwalben gelegentlich ein kleptoparasitisches Verhalten. In den Brutkolonien in Großbritannien jagen sie anderen Vögeln einen Teil der Beute ab. Betroffen von diesem Verhalten sind vor allem Papageitaucher. Dieses Verhalten erweitert ihre Möglichkeit des Nahrungserwerbes insbesondere während schlechten Wetters, wenn die Beutetiere der Rosenseeschwalbe in tieferen Gewässerschichten schwimmen und damit außer Reichweite der Seeschwalben sind, aber noch innerhalb des Tauchbereichs der Papageitaucher.

## Gefährdung und Schutzmaßnahmen
Im späten 19. Jahrhundert wurden die Rosenseeschwalben wegen ihres Gefieders gejagt, wobei die Federn zum Schmücken von Hüten verwendet wurden.
Heutzutage sind die wichtigsten Bedrohungen menschliche Störungen am Neststandort, Prädation durch Ratten und Möwen, Erosion der Brutstandorte, in einigen Teilen der Welt das Sammeln von Eiern und die direkte Jagd an Brut- und Überwinterungsstandorten. Bei Störung bzw. Prädation geben Rosenseeschwalben rascher ihren Neststandort auf als andere Arten. Neben der Bekämpfung dieser direkten Bedrohungsszenarien bietet man der Rosenseeschwalbe vielerorts auch erfolgreich Nistboxen an. In diesen können Junge vor angreifenden Prädatoren, wie beispielsweise Großmöwen, Schutz suchen. In einer auf der Coquet-Insel in Northumberland gelegenen Brutkolonie konnten dadurch die Populationszahlen von 25 Brutpaaren im Jahre 1997 auf 92 Brutpaare im Jahre 2005 gesteigert werden.

## Eponym
Der Asteroid (8595) Dougallii wurde 1999 nach der Rosenseeschwalbe benannt.